# 桑田村
桑田村（くわたむら）とは、神奈川県、東京府南多摩郡にかつて存在した村である。現在の日野市の中部に位置する。

## 沿革
- 1889年（明治22年）4月1日 - 町村制の施行に伴い、川辺堀之内村、宮村、下田村、上田村、新井村、石田村、万願寺村、豊田村の全域と、粟巣村の一部（残部は日野宿に編入）が合併して神奈川県南多摩郡桑田村が発足。
- 1893年（明治26年）4月1日 - 東京府へ移管。
- 1901年（明治34年）3月31日 - 日野町と合併し、改めて日野町を新設。同日桑田村廃止。

村長
斉藤文太郎　1889年4月1日〜1901年4月1日

## 交通

### 鉄道
- 国鉄（現JR東日本）1901年2月22日開業
  - 中央本線：豊田駅